# Советская Сибирь (газета)
«Сове́тская Сиби́рь» — крупнейшая газета Новосибирской области.

## История
Впервые данное периодическое издание вышло в качестве политического печатного органа Сибревкома и Сиббюро ЦК РКП (б) с 1 октября 1919 года. В условиях Гражданской войны и нахождением территории Сибири вне юрисдикции советской власти (территория была под контролем белогвардейского правительства А.В. Колчака), первоначально редакция дислоцировалась на Урале, в Челябинске. Первым редактором «Советской Сибири» был В.И. Хотимский (сентябрь 1919 — июнь 1920), марксист, математик и экономист. Основой для этой газеты стали редакционные мощности и людские ресурсы местного большевистского издания «Степная коммуна».
По мере продвижения частей 5-й Красной армии Восточного фронта вдоль Транссиба, редакция стала перемещаться в Сибирь. С 26 ноября 1919 года по 12 июня 1921 года «Советская Сибирь» издавалась в Омске, затем вместе с другими общесибирскими изданиями и органами управления советской власти, вместе с Сибревкомом редакция «Советской Сибири» переехала в Ново-Николаевск (Новониколаевская губерния). Здесь 23 июня 1921 года вышел её 1-й «обской» номер. В Новониколаевске редактором газеты становится Д. Г. Тумаркин (с июня 1921 по 1925). В дальнейшем наиболее известные редакторы, возглавлявшие «Советскую Сибирь», И. И. Щацкий (октябрь 1925 — март 1929), А. Л. Курс (до декабря 1929), И. И. Ляшенко (август 1930 — март 1935), Г. Т. Тимофеев (март 1935 — август 1937), Я. М. Альперович (август 1937 — февраль 1938). Все перечисленные редакторы в 1935—1939 годы, в ходе массовых сталинских репрессий в СССР, были арестованы органами НКВД, репрессированы и расстреляны.
15 декабря 1922 года, в целях увеличения тиражей газеты «Советская Сибирь», журналов и изданий Госиздата и их удешевления, Сибревком постановил: "1-ю и 2-ю государственные типографии [города Ново-Николаевска] со всем личным персоналом, оборудованием и инвентарем, материальными и прочими оборотными средствами передать из ведения Новониколаевского Губсовнархоза в распоряжение Сибгосиздата и редакции «Советская Сибирь». Таким образом при редакции газеты происходит создание крупнейшей типографской базы, впоследствии ставшая одноимённым издательством «Советская Сибирь». Газета по поручению Сибревкома становится пропагандистским рупором коммунистической власти для всей Сибири.
При реформе районирования и упразднения в Советской России всех прежних волостей, уездов и губерний в пользу новых районов, областей и краёв, на территории Сибири был образован гигантский Сибирский край с административным центром (столицей) в Новосибирске (бывший Ново-Николаевск). Газета стала главным органом партийной и советской агитации, пропаганды и информации на территории всего края. Газета практически ежедневно начала доставляться ж.д. транспортом во все города Сибири, а также аэропланами в труднодоступные населённые пункты, например, в таёжные уголки Томского, Нарымского и Туруханского округов.
При реформе Сибкрая в Западно-Сибирский край (1930) газета стала главным идеологическим политическим изданием теперь уже Запсибкома ВКП(б) и Запсибкрайисполкома. В эти годы газета стала хронологистом событий проведения в Сибири раскулачивания крестьянства, коллективизации и индустриализации, а также акций по ликбезу, ликвидации церковного влияния и борьбы с «врагами народа». При этом одновременно газета стала площадкой для литературных опытов и пробы пера многих молодых советских писателей, таких, как например Георгий Марков. У истоков «Советской Сибири» стояли видные большевистские руководители, журналисты и пропагандисты Е. М. Ярославский, В. Д. Виленский-Сибиряков, В. Д. Вегман, С. И. Канатчиков, И. Н. Стуков, М. И. Фрумкин, П. И. Винокуров и другие, входившие в состав первых редколлегий. В 1920—1922 с редакцией сотрудничали будущий академик и дипломат И.М. Майский, писатель Вс. Иванов и многие другие.
в 1920-е и 1930-е гг. редакция выпускала много приложений, шефствовала над важными стройками, такими как «Сибкомбайн» и «Кузнецкстрой». В 1931—1932 гг. выпускались даже специальные издания на английском языке, потому что установила связи с газетами английских и французских коммунистов.
Во второй половине 1930-х гг. всё чаще среди сообщений об успехах на трудовом фронте в газете появлялась информация о настоящих боях разгорающейся Второй Мировой войны: «Мы с тобой, Испания», «Если завтра война», «Мы мирные люди, но наш бронепоезд…»
При упразднении Запсибкрая и создании Новосибирской области (1937) газета потеряла статус общесибирского издания, это орган Новосибирского обкома ВКП(б) и Новосибирского облисполкома.
В годы Великой Отечественной войны редакторами газеты были А. А. Бабаянц (апрель 1940 — март 1943) и А. А. Кондаков (март 1943 — сентябрь 1949).
«Советская Сибирь» отправила на фронт 17 своих журналистов, из которых 13 в редакцию не вернулись. Газетчики писали про героизм женщин и подростков, заменивших мужчин, поддерживали высокий моральный дух, показывали патриотизм советских людей на конкретных примерах, помогали фронту всем, чем можно. Журналисты области и рабселькоры собрали 252 047 рублей на звено истребителей имени 25-летия «Советской Сибири», передав самолёты в часть своего земляка — А. И. Покрышкина. Через много лет после войны, когда рассекретили оборонные предприятия, газеты Новосибирска назвали цифры тылового подвига — сколько город и область дали истребителей, снарядов, приборов, лошадей, обмундирования, хлеба…
В статусе новосибирской областной партийно-политической и общественно-массовой (орган обкома КПСС и облисполкома) газета действовала до деполитизации, до 1991 года, когда деятельность КПСС в России была приостановлена указом президента РСФСР Б. Н. Ельцина.
С 1991 года «Советская Сибирь» — независимое общественно-политическое издание Новосибирской области, областная газета.
Своей миссией редакция считает статус газеты как «наиболее авторитетного и информированного органа печати Сибири». Однако с началом XXI века материалы издания характеризуются как публикации «глядя из Новосибирска». Эти взгляды, в силу экономических законов организации редакций и издательского дела, не могут уже в полной мере охватить ситуацию ни в Сибири в целом, ни в соседних с Новосибирской областью областях. Издание стало локальным, новосибирским.

## Награды
- орден Трудового Красного Знамени (30.09.1969)